# تاکزو ناکای
تاکزو ناکای (انگلیسی: Takezo Nakai؛ زادهٔ ۱۱ مارس ۱۹۴۹) بازیکن هندبال اهل ژاپن بود.